# Kuzya
Kuzya — вільне кросплатформне середовище розробки. Kuzya написана мовою С++ з використанням бібліотеки Qt. Kuzya — це максимально просте середовище розробки для навчання. Оболонка програмування Kuzya не прив'язана до однієї конкретної мови програмування чи до конкретного компілятора. Це дає змогу працювати з різними компіляторами різних мов програмування, встановленими у системі. Середовище Kuzya можна зібрати з вихідного програмного коду під такі операційні системи як Linux,Windows та Mac OS X.

## Історія
Майже десятирічний позитивний досвід використання навчальної оболонки Algo для вивчення мови програмування Pascal на факультеті електроніки ЛНУ імені Івана Франка став поштовхом для створення простої у користуванні оболонки на базі вільного програмного забезпечення. Ідея створення Kuzya належить доценту Злобіну Григорію Григоровичу. Цю ідею почали втілювати в життя студенти факультету електроніки ЛНУ імені Івана Франка, які самоорганізувалися в гурток програмування під назвою PLLUG.

## Можливості

### Можливості компіляції
- Підтримка багатьох компіляторів
  - MinGW / GCC C/C++
  - Borland C++ 5.5
  - Borland Turbo Pascal 7.0
  - FreePascal

### Можливості інтерфейсу
- Підсвічування синтаксису
- Згортання блоків коду
- Налаштовування текстового редактора
- Автодоповнення коду
- Локалізація
- Вибір стилю оформлення

### Уніфікація процедур виводу графіки для різних мов програмування
- Традиційна графіка
- Черепаша графіка